# Чешљугар (слика)
Чешљугар (хол. Het puttertje) је слика Карела Фабрицијуса из периода златног доба холандског сликарства. На слици је приказан оковани чешљугар у природној величини. На делу се налази потпис аутора и датирање на 1654. годину. Слика се налази у колекцији Краљевске галерије слика Маурицхејсу у Хагу у Холандији. Дело је trompe-l'œil уље на панелу димензија 33,5 х 22,8 центиметара које је некада било део веће структуре, можда довратника прозора или заштитног поклопца. Могуће је да је слика била у радионици свог творца у Делфту у време експлозије барута која је убила сликара и уништила већи део града.
Уобичајена и шарена птица пријатне песме, чешљугар је био популаран кућни љубимац и могао се научити једноставним триковима, укључујући подизање кофе воде величине напрстка. Народно веровање говорило је да је доносио добро здравље и коришћен је у италијанском ренесансном сликарству као симбол хришћанског искупљења и Исусове муке.
Чешљугар је необичан за холандски сликарски период златног доба по једноставности композиције и употреби илузорних техника. Након смрти свог творца, дело је било изгубљено више од два века пре него што је поново откривено у Бриселу.

## Слика

### Опис слике
Чешљугар је уљана слика на панелу димензија 33,5 х 22,8 центиметара, сада у колекцији Маурицхејсуа у Хагу. Детаљи њене физичке структуре појавили су се при рестаурацији 2003. године. Пошто је боја на бази олова ограничавала ефикасност традиционалне провере рендгенским и инфрацрвеним зрацима, главни конзерватор Јорген Вадум је користио ЦТ скенер како би открио шта се налази испод слоја боје. Плоча на којој је насликана слика је дебљине 8 до 10 милиметара, што је нетипично за малу слику и указује на то да је раније можда била део већег комада дрвета. Доказ за ово су остаци дрвене игле, што сугерише да су оригиналне даске биле спојене типлама и лепком. Пре него што је урамљена, слика је имала црну ивицу од два центиметра на коју је касније причвршћен позлаћени оквир са десет подједнако распоређених ексера. Ексери нису допрли до задње стране панела, тако да нема доказа о подлози на слици. Оквир је накнадно уклоњен, остављајући само насталу линију зеленкастог једињења бакра. Фабрицијус је затим продужио бели пигмент позадине до десне ивице и префарбао свој потпис. На крају, преостале црне ивице су префарбане белом бојом.
Задња страна панела има четири рупе за ексере и шест других рупа у близини врха, што сугерише две различите методе вешања панела у различитим периодима. Историчарка уметности Линда Стоун-Феријер је сугерисала да је плоча можда била причвршћена за унутрашњи довратник прозора или је била заштитни поклопац на шаркама за другу зидну слику.
Приликом конзервације, уочено је да на површини слике постоје бројна мала удубљења која су морала настати када се боја још није потпуно осушила, јер није било пуцања. Могуће је да је мању штету проузроковала експлозија која је убила Карела Фабрицијуса. Рестаурација је уклонила стари жути лак и показала оригиналне тонове, које је ликовни критичар Теофил Торе-Биргер 1859. године описао као „бледи зид“ (mur blême) и „светлу боју“ (lumineuse couleur).

## Субјекат
На слици је приказан европски чешљугар (Carduelis carduelis) у природној величини на врху хранилице, плаве посуде са поклопцем, затворене са два дрвена полупрстена причвршћена за зид. Птица се налази на горњем прстену, за који јој је нога причвршћена ланцем. Слика је на дну потписана и датирана са „C fabritivs 1654”.
Чешљугар је широко распрострањена птица у Европи, северној Африци, западној и централној Азији, која се храни семенкама. Као живописна врста са пријатном песмом цвркутања, и народним веровањем да доноси здравље и срећу, припитомљена је најмање 2000 година. Плиније је забележио да је птицу могуће научити да изводи трикове, а у XVII веку је постало модерно тренирати чешљуге да црпе воду из чиније са минијатурном кофом на ланцу. Холандски наслов слике је птичји надимак puttertje, који се односи на овај обичај и еквивалент је за старо норфолско име за птицу.
Чешљугар се често појављује на сликама, не само због свог живописног изгледа већ и због симболичног значења. Плиније је птицу повезао са плодношћу, а присуство џиновског чешљуга поред голог пара у триптиху Врт уживања  мајстора Хијеронима Боша, из периода раног низоземског сликарства, можда се односи на ово веровање.
Скоро 500 ренесансних религиозних слика, углавном италијанских уметника, укључујући Мадону Литу Леонарда да Винчија (1490–1491), Рафаелову Богородицу с чешљугаром (1506) и Рођење Пјера дела Франческе (1470–1475), приказују птицу. У средњовековном хришћанству, повезаност чешљугара са здрављем симболизује искупљење, а његова навика да се храни семеном шиљастог чичка, заједно са својим црвеним лицем, наговештава Исусово распеће, где је птица наводно била попрскана крвљу док је покушавала да уклони круну од трња. Многе од ових побожних слика настале су средином четрнаестог века док је пандемија црне смрти захватила Европу.
Симболика је опстала дуго после Фабрицијевог времена. Много каснији пример чешљугара као симбола искупљења је Хогартова слика Деца Грахама из 1742. године. Томас, најмлађи од деце, је умро до тренутка када је слика завршена.

### Чешљугар у уметности
- Воћна мртва природа са веверицом и чешљугаром Абрахама Мињона (око 1668) показује како птица кофу с водом.
- Девојка на прозору са гроздом (1662) Герарда Дауа
- Макета Срећне породице Јана Стена (1668) са чешљугаром (оцртаним белом бојом) на довратку прозора да покаже како је могао бити приказан.[б]
- Детаљ са слике Врт уживања (1495–1505) Хијеронима Боша приказујући џиновску чешљугу који симболизује плодност
- Богородицу с чешљугаром (1505–1506) Рафаела
- Мадона Лита (mid-1490s) Леонарда да Винчија
- Рађање (1470–1475) Пјера дела Франческе. Чешљугар је у жбуну лево од стопала музичара.
- Деца Грахама (1742) Вилијама Хогарта

## Стил
Чешљугар је trompe-l'œil слика која користи уметничке технике да би створила илузију дубине, посебно кроз прекраћивање главе, али и светла на прстеновима и птичијој нози, као и јаке сенке на малтерисаном зиду. Одважни потези јарких боја изнад и светлији тонови тамнијих боја испод такође наглашавају визуелни ефекат. Видиковац изгледа да се налази мало испод птице, што сугерише да је требало да буде постављено на повишеном положају. Недостатак оквира у почетку такође сугерише да је слика можда била постављена да изгледа реалистично и да је можда била део већег скупа илузорних слика.
Претпоставка Линде Стоун-Феријер да је слика некада могла бити део прозорског довратника делимично се ослања на слику која пролазницима даје илузију праве птице која седи, што је у складу са издигнутом локацијом. Она примећује важност прозора као подешавања слике током златног доба Холандије и употребу перспективе за креирање реалистичних ентеријера. Фабрицијус је користио перспективу како би створио дубину и на другим сликама, укључујући и његово дело Поглед на Делфт.
Фабрицијус је користио оловно белу боју као подлогу за малтер зидова, у контрасту са смеђом сенком птице. Историчар уметности Ендрју Грејем-Диксон сматрао је да је мешавина боја у дифузној сенци наговестила неке од техника француских импресионистичких и постимпресионистичких уметника деветнаестог века.
Техника trompe-l'œil позната је од давнина, Плиније је причао причу о Зеукису који је сликао грожђе тако стварно да су птице летеле доле да га кљуцају. Кобац Јакопоа Де Барбари је ренесансни пример слике за коју се чинило да је намењена да се монтира да створи илузију стварности људима који пролазе покрај прозора. Иако је неколико Фабрицијусових савременика, укључујући његовог мајстора Рембранта, користило сличне ефекте, приказ једне птице је минималистичка верзија жанра, а једноставност дизајна комбинована са техником перспективе у Чешљугару јединствена је међу сликама холандског златног доба у сликарству. Фабрицијус је и раније експериментисао са техником trompe-l'œil на приказу ексера на Портрету Абрахама де Потера из 1649. године.
Историчар уметности Вилхелм Мартин сматрао је да се Чешљугар може упоредити само са сликом Мртва природа са јаребицом и рукавицама коју је насликао Јакопо де Барбари 1504. године, више од сто година раније. Сама птица је насликана широким потезима четкице, са мањим каснијим корекцијама њеног обриса, док су детаљи, укључујући ланац, додавани прецизније. Фабрицијусов стил се разликује од Рембрантовог типичног кјароскуроа по употреби хладног дневног светла, сложене перспективе и тамних фигура на светлој позадини, иако је задржао неке од техника свог мајстора, као што је коришћење краја четке за гребање линије кроз густу боју.
- Мртва природа са јаребицом и рукавицама (1504) Јакопо Де Барбари
- Кобац (1510s, приказује Eurasian sparrowhawk), Јакопо Де Барбари
- Поглед на Делфт (1642 —1654) Фабрицијус
- Портрет Абрахама де Потера (1649) Фабрицијус

## Сликар
Карел Пиетерсз Фабритиус рођен је 1622. године у Миденбемстеру у Холандској Републици. У почетку је радио као столар. Његови отац и брат Барент и Јохан су били сликари. Иако није био формално обучени за уметност, Фабрицијусов таленат му је донео место у Рембрантовом атељеу у Амстердаму. Пресељење у Амстердам се одиграло 1641. године, и исте године Фабрицијус се оженио својом првом женом, која је потицала из добростојеће породице. Након њене смрти 1643. године, вратио се у Миденбемстер, где је живео до раних 1650-их, затим у Делфт, где се придружио еснафу Светог Луке 1652. године.
Фабрицијус је умро са 32 године, при експлозији барута у Делфту 12. октобра 1654. у којој је погинуло најмање 100 људи и уништена четвртина града, укључујући његов атеље и многе његове слике. За неколико његових дела се зна да су сачувана. Према његовом биографу, Арнолду Хоубракену, Фабрицијусов ученик Матијас Споорс и црквени ђакон Сајмон Декер такође су погинули од последица експлозије. Чешљугар је насликан године када је Фабрицијус умро.
Фабрицијусова дела су била добро цењена од стране његових савременика, а његов стил је утицао на друге значајне холандске сликаре тог периода, укључујући Питера де Хоха, Емануела де Вита и Јоханеса Вермера. Вермер, који је такође живео у Делфту, посебно је користио сличне бледе, излизане зидове осветљене јаком сунчевом светлошћу, сугеришући да је он био Фабрицијусов ученик, иако нема чврстих доказа за ову тврдњу.

## Провинијенција
Чешљугар је био изгубљен и непознат више од два века пре него што је јавност сазнала за дело 1859. године. Теофил Торе-Биргер, који је помогао да се обнови репутација Вермера, пронашао га је у колекцији бившег холандског официра и колекционара Шевалијеа Џозеф-Гијом-Џин Цамберлана у Бриселу. Слику су касније Шевалијеови наследници поклонили Теофилу 1865. године, а он ју је заузврат са остатком своје колекције завештао својој сапутници, Аполини Лакроа, 1869. године, три године након прве јавне изложбе у Паризу 1866. године.
Продата је Етјену-Франсоа Ароу, сликару, рестауратору и трговцу уметничким делима, за 5.500 франака у аукцијској кући Хотел Дроуот, у Паризу 5. децембра 1892. године, а касније ју је купио за Маурицхејс његов кустос и колекционар уметности Абрахам Бредијус. за 6.200 франака, на продаји колекције Емила Мартинета, такође у Хотел Дроуот, 27. фебруара 1896. године.
Слика се сада налази у колекцији галерије Маурицхејса у Хагу у којој се налазе и слике Кареловог брата Барента.

## Изложбе и приказивања у популарној култури
Чешљугар има централну улогу у истоименом роману америчке ауторке Доне Тарт из 2013. године. Протагониста романа, 13-годишњи Теодор Тео Декер, преживљава терористички бомбашки напад на њујоршки Метрополитен музеј уметности у којем губи мајку. Он носи Фабрицијусову слику, део холандске изложбе Златног доба, са собом док бежи из зграде, а већи део остатка књиге прати његове покушаје да сакрије слику, њену крађу и евентуални повратак. Књига је 2014. добила Пулицерову награду за белетристику, и била је комерцијално успешна са продајом од скоро 1,5 милиона убрзо након добијања награде. Корица књиге је сама по себи trompe-l'œil слика видљива кроз илузорну сузу на папиру. У стварности, слика никада није била изложена у Метрополитен музеју, али се сасвим случајно на дан објављивања књиге, нашла на изложби њујоршке Фрик колекције. Процењује се да је 200.000–235.000 људи присуствовало изложби, упркос лошем времену и ниским температурама, а да се око 13.000 људи придружило музеју, удвостручујући број претплатника.
Фрикова изложба 2013–2014 била је део светске турнеје одабраних слика из Златног доба из Маурицијуса током двогодишњег затварања због реновирања галерије, са претходним изложбама у Токију, Кобеу, Сан Франциску, Атланти и Њујорк, а завршивши се посетом Болоњи. Изложбу у Токију је посетило милион људи, што је био најпосећенијим догађај године. Пре објављивања Тартовог романа, Вермерова Девојка са бисерном минђушом је обично била истакнута као главна атракција изложбе.
Књига је адаптирана у филм 2019. године у продукцији Ворнер броса и Амазон стјудиоса, у режији Џона Кроулија, са Анселом Елгортом и Никол Кидман у главним улогама.
Остале културне референце на Чешљуга укључују апстрактну експресионистичку интерпретацију слике из 1654. године, коју је приказала америчка уметница Хелен Франкентхалер 1960. године, под називом Птица Фабрицијус, и песму Златни чешљугар америчког песника Морија Крича из 2010. године.
Чешљугар је био једно од осам ремек-дела Маурицхејса приказаних на сету маркица од једног евра које је 2014. године издала холандска поштанска служба у знак поновног отварања музеја. Такође се налазио у сету маркица из 2004. на којима су приказана Фабрицијева дела.